# レメディー・エンターテインメント
レメディー・エンターテインメント（Remedy Entertainment Oyj）は、エスポーを拠点とするフィンランドのコンピュータゲーム開発企業。スタジオが開発した代表的なゲームには、『Max Payne』シリーズの最初の2作、『Alan Wake』『Quantum Break』『Control』がある。Max Payneの脚本家であり、主人公マックスペインのフェイスモデルでもあるサム・レイクは、何度も同社を代表してきた。
Remedy Entertainmentは、デモシーングループ「Future Crew」のメンバーによって1995年8月に設立され、彼らはチームメンバーの実家の地下室で同社初のゲーム『Death Rally』を開発した。Apogee SoftwareはDeath Rallyのパブリッシャーを担い、発売時に高い評価を得た次作『MaxPayne』の開発にも引き続き関与した。同作の後には、続編の『Max Payne 2：The Fall of Max Payne』が発売された。Max Payneフランチャイズに取り組んで7年の歳月を費やした後、開発者は新しい知的財産（IP）『Alan Wake』を開発することに決めた。同作は、開発から発売までに時間がかかったため、かつてはベーパーウェアであると疑われたこともあった。 2010年に発売された同作はカルト的な人気を得たが、続編の制作を正当化するのに十分な売上ではなかった。Remedyは、Alan Wakeの実写構成要素をさらに拡大した『Quantum Break』という名前の新プロジェクトを追求することを決めた。チームは2016年からマルチプロジェクトスタジオに移行し、『Control』と『CrossfireX』のシングルプレイヤー部分を含む3つのプロジェクトを開発中だった。
Remedy Entertainmentは、強力な主人公が特徴の映画的なシングルプレイヤーアクションゲームの開発を専門としている。彼らは、同社作品用のゲームエンジン、特に『Quantum Break』用の「Northlight」を開発している。スタジオは2010年代に急速に拡大した。2017年に公開会社となり、2018年にエスポーのより大きなオフィスに移転した。

## 歴史

### 背景と創設（1995–1998年）
同社はパーソナルコンピュータ（パソコン）とコモドールのAmiga PC用のデモの制作に取り組んでいた様々なデモシーングループのメンバーによって設立された。フィンランド初の商用コンピュータゲーム開発企業であるBloodhouseとTerramarqueに触発された1994年、 Future Crewデモグループのメンバーは、自分達のグループだけでは商用開発者に発展することはなく、新しい会社を設立する必要があることに気付いた。彼らは、コンピュータゲームを制作するためにRemedyと呼ばれる会社を設立することに決め、デモシーンの経歴を持つ志を同じくする他の人達を募集し始めた。Remedyの創設メンバーは、Samuli Syvähuoko、Markus Mäki、Sami Nopanen、John Kavaleff、Sami Vanhataloである。会社は1995年8月18日に正式に設立された。会社が設立された当時、ほとんどのメンバーは20代前半に過ぎなかった。彼らは、エスポーのウエストエンド地区にあるSyvähuokoの実家の地下室で最初のコンピュータゲームを開発した。
チームは、チームが提案した最初のアイデアに基づいて、当初は『HiSpeed』として呼ばれていたレースゲームの開発を開始した。Apogee Softwareの創設者であるスコット・ミラーがクリエイティブな意見を提供し、レースゲームに車両戦闘要素を導入するべきだと提案した。ゲームは『Death Rally』に改称され、Apogee Softwareが1996年に同作を発売した。ゲーム用のダイアログを必要としていたため、RemedyのPetri Järvilehtoは長年の友人で当時ヘルシンキ工科大学で英文学を研究していたサム・レイクに連絡を取り協力を求めた。その後、レイクはRemedyに残り、最終的にスタジオのクリエイティブディレクターになった。
1997年、Remedyはベンチマークツール「Final Reality」も開発し、チームは後に新しい姉妹会社「Futuremark」として分社化した。1998年7月9日付の手紙の中で、 ルーカスアーツは弁護士のJohn Sullivanを通じてRemedyに申し入れを行い、Remedyのロゴはルーカスアーツのロゴの上部からコピーされたものであると主張して法的措置を取ると脅した。その時までに、当時のロゴは会社としてのRemedyを適切に反映していないためにRemedyはすでにロゴを再デザインする過程にあった。古いロゴは7月にRemedyのウェブサイトから撤去され、クエスチョンマークに置き換えられた。Kiia Kallioがデザインした新しいロゴは、1999年4月29日に発表された。

### Max Payneシリーズ（1999–2005年）

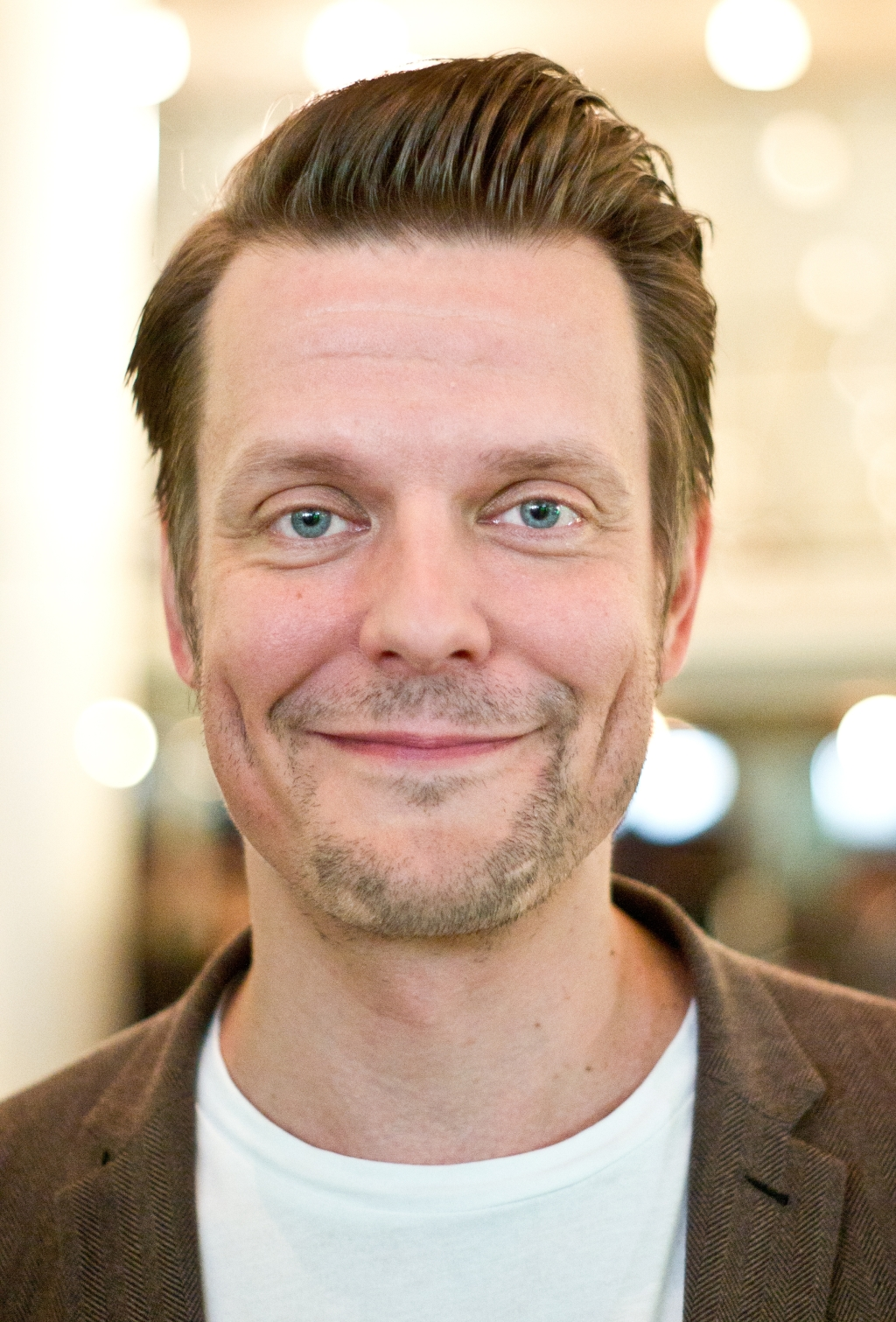
サム・レイクはMax Payneの脚本家と主人公ペインのフェイスモデルであり、それ以来、数多くの場面でRemedyを代表している。

『Death Rally』の発売後、Remedyは次のプロジェクトをミラーに提案し始めた。 1つは『Descent：FreeSpace』のような宇宙飛行シミュレーションゲーム、1つはレースゲーム、もう1つは『Dark Justice』という名前のアイソメトリックシューティングゲームであった。ミラーは、ゲームにはデューク・ヌーケムのような強い主人公、3Dグラフィックス、より良い名前があることを条件に、このシューティングゲームの開発に資金を提供することを決定した。彼は『Dark Justice』が「暗く」そして「大人」すぎると感じていた。チームは、『Dick Justice』から会社が2万ドルで商標登録した名前『Max Heat』まで、さまざまな可能性を提案し、最終的に『Max Payne』という名前に落ち着いた。ゲームのリードデザイナーはPetri Järvilehtoが務め、彼は、香港のアクション映画の特徴であるバレットタイムとスローモーションをゲームの核となるメカニックにしたいと考えていた。彼らはそれをプレイヤーが使用するためのリソースとして位置付けることにした。デモシーンの経験からコンピューティングに精通していたチームは、ゲーム用に独自のゲームエンジンを開発した。ゲームの脚本に起用されたサム・レイクは、犯罪小説やフィルム・ノワールによく見られる要素をゲームに導入した。チームは、ゲームのテクスチャに実際の写真を使用したいと考えていたが、当初はアーティストから強い抵抗を受けた 。1999年、デザイナーはフィンランドからニューヨークに渡り、ニューヨークを調査して環境のアイデアを得た。2人の元ニューヨーク市警察のボディガードを伴って、彼らはマッピング用に何千枚もの写真を撮った。同社は2000年にほとんどの時間を費やして、ゲームのグラフィックをさらに洗練させた。２度の発売延期を経て、2001年7月に発売された『Max Payne』は高い評価を受けた。伝統的によりゲームプレイ志向であったアクションゲームとしては、ストーリーや雰囲気に重点を置いていた点が評価された。このゲームは商業的に成功を収め、700万本以上を販売した。
ApogeeはMax Payneの家庭用ゲーム機版の開発をロックスターゲームズに外部委託し、ロックスターの親会社、テイクツー・インタラクティブが1000万ドルでフランチャイズの知的財産権を取得した。取得契約の一環として、Remedyはゲーム続編の開発に復帰することになった。テイクツーは、Remedyに大幅な創造的自由を与えた。続編ゲームの開発サイクルは、初代よりもはるかに短かった。チームは、既存のゲームプレイメカニズムのほとんどを利用し、それらを拡張した。レイクはゲームの脚本を書くために戻ってきた。彼はより「野心的な」物語を書けるようにフィンランドのシアターアカデミーに通い、脚本を学んだ。レイクの脚本は600ページを超え、初代の5倍となった。初代の発売から27ヶ月後の2003年10月に発売された『Max Payne 2: The Fall of Max Payne』は批評家の称賛を受けたが、売れ行きは芳しくなかった。テイクツーは、同社が2004年の売上高の減少を予測した理由の1つとして、このゲームの「期待外れの売上が続いている」ことを挙げている。Max Payne 2後は、Remedyはフランチャイズに関与しなくなったが、『Max Payne 3』が開発の最終段階に達したときに、ロックスターは彼らに相談した。

### マイクロソフトとの提携（2006–2016年）
Max Payneシリーズを7年間手掛けてきた後、チームは何か新しいものを開発したいと考えていた。彼らは、サンドボックスゲームを開発することを目的として、さまざまなゲームプレイメカニズムのプロトタイピングと実験を開始した。ただし、リソースが限られているため、チームはオープンワールドを開発することは不可能であると判断し、リニアな体験としてのゲームに再び焦点を合わせることにした。同社はスティーヴン・キングの小説や『ツイン・ピークス』、アメリカ北西部のゴーストタウン、竜巻のパターンから着想を得て、景観設計家をゲームのコンサルタントとして招いた。チームは北西部とクレーター湖へのフィールドトリップを企画し、ゲームの環境作りに用いる4万枚以上の写真を撮った。このゲームは3年以上プリプロダクション状態であったのに対し、本格的な開発期間は約2年しか続かなかった。この期間中、スタジオは従業員数を30人から45人に増やした。一部メディアは、ゲームが発表後かなりの期間、一般のスポットライトから消えたため、ゲームがベーパーウェアになっていると疑っていた。Microsoft Game Studiosは、Remedyとの独占契約を獲得した後にゲームのパブリッシャーとして活動した。タイトルの『Alan Wake』は、2010年5月にMicrosoftのXbox 360向けに発売され、概ね好意的な評価を得た。Remedyはゲームの発売後にPC版を要求し、Microsoftは2011年半ばにPC版の開発許可を出した。Nitro Gamesと共同開発したPC版は2012年2月に発売された。ゲームは320万本以上を売り上げたが、2013年にRemedyは、続編の開発を続けるために必要な資金を調達するのに十分な経済的成功を収められなかったと説明した。Max Payneとは異なり、Alan Wakeの物語は、複数の続編のリリースに対応するために書かれた。同社は、Alan Wake 2のさまざまなプロトタイプの開発を開始した。その要素の一部は、開発サイクルがはるかに短いXbox Liveアーケードゲーム『AlanWake's American Nightmare』に再統合された。2015年3月時点で、両方のゲームの合計販売数は450万本を超えている。
同社は、Alan Wake2用に開発したプロトタイプをさまざまなパブリッシャーに見せた。Microsoftは、Alan Wakeの続編を追求することに関心はなかったが、オリジナルのIPでRemedyと再び協力することには意欲的だった。同社はAlan Wakeでトランスメディアストーリーテリングを実験しており、マイクロソフトは、Remedyが次のプロジェクト『Quantum Break』で実写構成要素をさらに拡大することを望んでいた。ゲームのプリプロダクションは2011年に始まり、約100人が作業に当たった。量子物理学のアイデアは、Alan Wakeのテレビ番組「Quantum Suicide」に端を発している。チームは、タイムトラベルがストーリーテリング構造に対応するための最良の方法であると考えた。「トランスメディアのアクションシューティングゲームとテレビのハイブリッド」と表現される本作は、レイクがゲームのディレクターを務め、ライフボートプロダクションがベン・ケタイを監督としてテレビの構成要素を制作した。同社は、Northlightと呼ばれるゲーム用の新しいゲームエンジンを開発した。Quantum Breakは、2016年にリリースされた際に批評家から概ね肯定的なレビューを受けた。MicrosoftはXbox Oneの発売以来、同社が発売したオリジナルIPの中で最も売れていると宣言した。
この間、Remedyはモバイルゲームの実験を開始した。スタジオは、iOSとAndroid向けDeath Rallyリメイク版の開発を始めた。このゲームの開発には8か月を要し、Remedy、Mountain Sheep、Cornfox＆Brothersの共同作業となった。Remedyはこのゲームのマーケティングに1万ドルしか費やさなかったが 、同作が彼らにとって商業的に成功したことが証明された。1100万人以上のプレイヤーがゲームをダウンロードし、開発チームは3日で予算を回収した。Death Rallyの成功を見て、レイクはそれがモバイルゲーム分野への同社の「最初の一歩」に過ぎないと主張し、さらなるモバイルプラットフォーム用作品の開発を検討していた。2013年、Remedyは同社の取締役会を拡大し、Epic Gamesの元社長マイク・キャップスとセキュリティ企業F-Secureの最高セキュリティ責任者のクリスチャン・フレデリクソンを取締役会に加えた。2013年後半、同社は次のモバイルゲームであるiOS向けのタワーディフェンスゲーム『Agents of Storm』を発表し、ドイツのパブリッシャーFlaregamesと協力して2014年後半にリリースした。

### ポートフォリオの多様化（2016年〜現在）
Remedyでは、2015年から2016年にかけていくつかの経営陣の交代が行われた。最高経営責任者（CEO）のMatias Myllyrinneは、Remedyを辞めてウォーゲーミングに転職した後、Markus Mäkiが暫定的にCEOを務め、その後、RedLynxの前CEOのTero VirtalaがMyllyrinneとMäkiの後任に就いた。Virtalaの就任は、Remedyがマルチプロジェクトスタジオに移行し、各ゲームの開発サイクルが短くなるように支援するために行われた 。2017年、Remedyはプロジェクトを並行して開発する資金を調達するための株式公開（IPO）を行い 、NASDAQファーストノース・フィンランド取引所に上場する公開会社になった。同社は、SmilegateのF2Pのファーストパーソン・シューティングゲーム『CrossFire 2』（後に『CrossfireX』に改名）のシングルプレイヤーの構成要素に取り組んでいることを発表した。その前身である『CrossFire』は、2016年に最高の売上を記録したコンピュータゲームの1つであった。Remedyは、『CrossFire HD』と呼ばれる初代CrossFireの新バージョンにも取り組んでいる。発表後、Remedyはコードネーム「P7」の次のプロジェクトをいじり始めた。505 Gamesは、ゲームの開発を支援するために775万ユーロの資金に加えて、マーケティングとパブリッシングのサポートを提供した。『Control』と題されたそのゲームは、2019年8月27日にMicrosoft Windows、PlayStation 4、Xbox One向けに発売され、Remedyがソニープラットフォーム向けに開発したゲームとしては『Max Payne 2』以来となった。また、CrossFire 2およびControlと並行して無名の３番目のプロジェクトも開発中である。「Vanguard」として知られるマルチプレイヤーおよびライブ作品の開発に特化した15人の小さなチームが2018年に設立された  
2018年9月、Alan Wakeを原作としたテレビ番組が発表され、レイクがエグゼクティブ・プロデューサーとして参加した。Remedyは2019年7月にMicrosoftからAlan Wakeのパブリッシング権を完全取得しており、その中にはシリーズの業績から一時金250万ユーロのロイヤリティの支払いも含まれている。
2020年3月、RemedyとEpicGamesは今後数年以内に発売を予定している同じフランチャイズ内の2つのゲームのパブリッシング契約を結んだと発表した。 1つは、すでにプリプロダクションに入っている大規模なAAAスタイルのゲームであり、もう1つはまだ着手されていない小規模なプロジェクトであった。契約の条件では、Remedyは開発プロセスと知的財産の完全なクリエイティブコントロールを保持し、Epicは開発費を全額負担する。リリース後、Epicがその資金を回収した後は、EpicとRemedyが利益を50/50で分け合うことになる。この大規模なゲームは、Alan WakeとControlの間にあるRemedyの「共有されたユニバース」の一部であり、レイクは10年前から開発を考えていたと述べている。小規模のタイトルは『Alan Wake Remastered』であり、大規模なタイトルは2021年8月に本格的に開発を開始した。
2021年5月、Remedyはテンセント・ホールディングスがAccend CapitalからRemedyの株式50万株（同社の発行済株式3.8%相当）を購入したと発表した。取引後のAccend Capitalの保有株式は約180万株（発行済株式の14％相当）となる。2021年12月、Remedyとテンセントが提携を発表し、予てから開発が進められていた未発表新作のコードネーム『Vanguard』に関するグローバル開発及びライセンス・ディストリビューション契約を締結したことが明らかになった。
Remedyは、新型コロナウイルスの世界的流行時の開発業務から得た経験に基づいて、2022年前半にリモートワークとオフィスワークのハイブリッドモデルを採用するスウェーデンスタジオを設立する計画を発表した。

## 開発作品
| 年       | 作品                                        | プラットフォーム                                                              | パブリッシャー                               |
| -------- | ------------------------------------------- | ----------------------------------------------------------------------------- | -------------------------------------------- |
| 1996     | Death Rally                                 | MS-DOS、Microsoft Windows                                                     | Apogee Software、Remedy Entertainment        |
| 2001     | Max Payne                                   | Microsoft Windows、PlayStation 2 、Xbox、ゲームボーイアドバンス、Android、iOS | Gathering of Developers、Rockstar Games      |
| 2003     | Max Payne 2: The Fall of Max Payne          | Microsoft Windows、PlayStation 2、Xbox                                        | Rockstar Games                               |
| 2010     | Alan Wake                                   | Xbox 360、Microsoft Windows                                                   | Microsoft Game Studios、Remedy Entertainment |
| 2011     | Death Rally                                 | Microsoft Windows、Android、iOS、Fire OS                                      | Remedy Entertainment                         |
| 2012     | Alan Wake's American Nightmare              | Microsoft Windows、Xbox 360                                                   | Microsoft Studios、Remedy Entertainment      |
| 2014     | Agents of Storm                             | iOS                                                                           | Remedy Entertainment                         |
| 2016     | Quantum Break                               | Microsoft Windows、Xbox One                                                   | Microsoft Studios                            |
| 2019     | Control                                     | Microsoft Windows、PlayStation 4、Xbox One                                    | 505 Games                                    |
| 2021     | Alan Wake Remastered                        | Microsoft Windows、PlayStation 4、Xbox One、PlayStation 5、Xbox Series X/S    | Epic Games Publishing                        |
| 2022     | CrossfireX                                  | Xbox One、Xbox Series X/S                                                     | Smilegate Entertainment                      |
| 2023     | Alan Wake 2                                 | Microsoft Windows、PlayStation 5、Xbox Series X/S                             | Epic Games Publishing                        |
| 2025     | FBC: Firebreak                              | Microsoft Windows、PlayStation 5、Xbox Series X/S                             | Remedy Entertainment                         |
| 未公表   | Control 2                                   | 未公表                                                                        | Remedy Entertainment                         |
| 未公表   | Max PayneとMax Payne 2のリメイク            | Microsoft Windows、PlayStation 5、Xbox Series X/S                             | Rockstar Games                               |
| 開発中止 | Kestrel（開発中のタイトル、旧称はVanguard） | Microsoft Windows、コンソール                                                 | Remedy Entertainment、テンセント             |

## 施設
チームは、フィンランド・エスポーのウェストエンド地区にある地下室を、最初のゲームを開発する作業場として使用した。レイクによると、チームのメンバーが時々そこで寝ることもあったので、地下室の床にはマットレスが散らばっていたという。2018年以前は、Remedyはエスポーにある4階建てのオフィスを利用しており、カフェ、サウナ、バー、ジムなどのさまざまな施設を提供していた。また、写真やグラフィックノベル（Max Payne用）、洋服（Alan Wake用）など、かつてスタジオで使用されていた多くのアイテムのほか、古いコンピューター、設計資料、デモビデオテープ、初期の脚本などを保管する「開発倉庫」もあった。スタジオの大幅な拡張に伴い、2018年5月に同じエスポーにあるより新しく大きなオフィスに移転した。新オフィスでは、Remedyは元の4倍の広さのモーションキャプチャスタジオフロアに対応できる。
2019年12月時点で、Remedyには30か国に250人以上の従業員がいる。 

## 文化と哲学
スタジオは、映画的なシングルプレイヤーアクションゲームの開発を専門としてきた。マネージングディレクターのMatias Myllyrinneによると、スタジオのゲームは常に強力な主人公がいて（MaxPayneとAlanWakeによって証明されているように）、ゲームは「親しみやすく」、親近感が持て、可能な限り多くの観衆にアピールしなければならないという。チームはプレーヤーが彼らが作成した世界に完全に没頭してくれることを望んでいる。彼は「第二次世界大戦、ドラゴン、ハードコアSF、タイトな革の衣装を着た女性」などのテーマは、スタジオでは避けられると付け加えた。チームはまた、現実世界での信憑性を重視した「映画のリアリズム」を目指した。ただし、チームは通常、ゲーム業界でユニークな何かを作成したかったため、ゲームよりも映画、テレビ番組、本から着想を得ていた。彼らがゲームを開発する際には、常にストーリーを作成することから始め、それを基にゲームプレイなどの他の要素を開発していた。同社のゲームのほとんどはリニア（直線的）なものであるが、Remedyは2015年頃にマルチプレイヤーゲームやオープンエンドのゲームプレイなどのアイデアを模索し始めた。スタジオは通常、自社ゲームの駆動に自社の独自技術を使用しており 、モーションキャプチャに多くの投資を行った。Nvidiaと提携して、モーションキャプチャのプロセスを合理化した。
2016年から同社はマルチプロジェクトスタジオへの転換を開始し、各作品の開発サイクルが短縮された。これにより、チームの財務的な安定性が向上し、チームメンバーは作業したいプロジェクトを選択できるようになった。チームはまた、CrossFireXのシングルプレイヤー部分の開発など、職務著作プロジェクトに取り組み始めた。これは、Remedyが新しいジャンルに拡大し、世界のさまざまな地域で人気を高めるために採用した戦略の一部である。同社はより頻繁にゲームを発売する予定であるが、Virtalaは、ゲームの品質が損なわれることはないとし、Remedyのゲームの発売は依然として「まれ」だと主張した。

## 認識
GamesIndustry.bizは、IPO後初の作品となる『Control』の発売を成功させたRemedyを「2019 People of the Year」の一つに選んだ。 